# Leszek Andrzejczak
Leszek Andrzejczak (ur. 15 maja 1959 w Poznaniu) – polski hokeista na trawie, olimpijczyk.

## Życiorys
Syn Seweryna i Stanisławy Żmudzińskiej, uzyskał wykształcenie zawodowe jako elektromonter. Startował w barwach klubów poznańskich - Grunwaldu (od 1971 jako młodzik) i Pocztowca (od 1975), jako zawodnik Pocztowca był 7-krotnie mistrzem Polski (1979, 1981, 1982, 1983, 1988, 1991, 1995). W latach 1978–1989 zaliczył 151 meczów w reprezentacji narodowej, strzelił w nich 3 bramki. Uczestniczył w trzech mistrzostwach świata (1978, 1982, 1986) i dwóch mistrzostwach Europy (1983, 1987). W 1980 brał udział w igrzyskach olimpijskich w Moskwie, w których Polska zajęła 4. miejsce.
Po zakończeniu kariery podjął pracę trenera, doprowadzając m.in. zespół Polonii Środa Wielkopolska do wicemistrzostwa Polski (2001). Został uhonorowany srebrnym medalem „Za Wybitne Osiągnięcia Sportowe”.

## Życie prywatne
Żonaty (żona Iwona Adamczak), ma dwie córki (Sylwię  i Natalię).